# Mandela (Italia)
Mandela è un comune italiano di 909 abitanti della città metropolitana di Roma Capitale nel Lazio. Si trova su un poggio tra il torrente Licenza e il fiume Aniene. Fa parte della Comunità montana Valle dell'Aniene.

## Geografia fisica

### Territorio
Il paese sorge su di un colle poco distante dalla confluenza del torrente Licenza, lungo quasi 9 chilometri, con l'Aniene. Il territorio comunale si trova sulle propaggini meridionali dei monti Lucretili, dove questi digradano verso l'Aniene. Il monte Mandela, nella parte montuosa del territorio comunale, raggiunge i 680 m s.l.m.

## Storia
Mandela viene citata da Orazio come Pagus Mandela, nome che riprese solo dopo il 1870; nel Medioevo si chiamava infatti Cantalupo Bardella e con tale nome venne concessa come feudo da papa Celestino III agli Orsini.
Nel 1650 dagli Orsini passò ai Núñez poi nel 1814 ai marchesi Del Gallo di Roccagiovine. Nella metà del XIX secolo Julie Charlotte Bonaparte, nipote di Giuseppe Bonaparte re di Napoli e poi re di Spagna, moglie del Marchese romano Alessandro Gaetano Carlo del Gallo di Roccagiovine, creò a Mandela un salotto letterario frequentato da artisti, pittori e uomini di cultura. Il marito chiamò a Mandela, anche dal settentrione, amministratori e tecnici per migliorare le condizioni agricole dei fondi; fra questi si ricorda il nobile Pio Gaslini, agronomo e sindaco del paese dal 1891 al 1894, proveniente da Milano (in seguito fondatore della Latteria Lombarda).

### Simboli
Lo stemma e il gonfalone sono stati concessi con decreto del presidente della Repubblica del 23 aprile 1979.
Il gonfalone è un drappo  partito di rosso e di azzurro.

## Monumenti e luoghi d'interesse

### Architetture religiose
- Chiesa di San Vincenzo, con all'interno monumenti funebri della famiglia Del Gallo.
- Chiesa di San Nicola di Bari, risalente ad epoca medievale.

## Società

### Evoluzione demografica
Abitanti censiti

### Etnie e minoranze straniere
Al 31 dicembre 2015 a Mandela risultavano residenti 77 stranieri, la nazionalità più rappresentata era quella rumena, con 64 cittadini residenti.

## Infrastrutture e trasporti

### Strade
- A24 dei Parchi (casello di Vicovaro-Mandela)
- SR314 Licinese
- SP36/a di Colle Cappellino
- SP Tiburtina-Mandela
- Il comune è posto sull'itinerario Strade dei Parchi

### Ferrovie
Il paese è servito da una stazione ferroviaria sulla linea Roma-Pescara. Fino al 1933, è stato il punto di diramazione della ferrovia Mandela-Subiaco. Nel 1960, al livello del km 50,200 della via Tiburtina Valeria sulla Roma-Pescara, si registrò un incidente ferroviario, durante il quale morirono 7 persone.

## Amministrazione
Tra il 1816 e il 1870, all'interno della Comarca di Roma, una suddivisione amministrativa dello Stato Pontificio, era parte del distretto di Arsoli, con il vecchio nome di Cantalupo Bardella. Nel 1872 Cantalupo Bardella cambia denominazione in Mandela.

### Altre informazioni amministrative
- È uno dei comuni della Comunità montana dell'Aniene
- Fa parte dell'Unione dei Comuni della Valle Ustica
- Possiede una sola frazione: Colle Cappellino
- È gemellata dal 1991 con La Bastidonne (Francia)